# Tandlaätten
Tandlaätten Tandelaätten eller Tandla-ätten, är ett nutida konventionellt namn på en svensk medeltida frälseätt som fått sitt namn efter godset Tandla i Husby-Rekarne socken, Eskilstuna kommun. Ätten utdog innan Sveriges Riddarhus grundades 1625, varför den aldrig introducerades där som adelsätt.
Vapen: kluven sköld, i högra fältet dexter- och uppvänt vädurhorn, i vänstra från linjen utväxande träd med tre hjärtformade blad

## Historia
Tandlaätten, som är namngiven efter godset Tandla, ingår i Bengt Hildebrands licentiatavhandling Esbjörn Blåpanna och hans arvingar från 1935. Deras vapen kluven sköld, i högra fältet dexter- och uppvänt vädurhorn, i vänstra från linjen utväxande träd med tre hjärtformade blad., känt från sigill, är inte helt olikt Sövstaättens, från grannsocken Stenkvista socken i Eskilstuna kommun, vilken förde kluven sköld, i högra fältet blomstängel, i vänstra krumhorn. De båda ätterna beseglar också dokument åt varandra. Båda ätterna förefaller också ha stött Engelbrekt Engelbrektsson,  och såväl Magnus Elofsson i Tandla (Tandlaätten), och hans granne Ulf Petersson i Sövsta (Sövstaätten) närvarade på det stora mötet med Sörmlandsfrälset i Nyköping år 1382, då fattigdomstiondet ombildades till kaniktionde. 
Gården Tandla (med äldre stavning Tannilla, Tannilla i Huseby,  Tandelle eller Tandella) omtalas i skriftliga handlingar första gången 1316. Gården ingick under medeltiden i Österrekarne härad när den ägdes av Tandlaätten. Tandla förekommer också som klostergods, och ägdes efter reformationen bland andra av ätterna Sparre av Rossvik, Stiernsköld, och Celsing. 

## Släkttavla
Släkttavla enligt Bengt Hildebrand, Esbjörn Blåpanna och hans arvingar 1934:
1. Magnus Elofsson ((kluven sköld, i högra fältet dexter- och uppvänt vädurhorn, i vänstra från linjen utväxande träd med tre hjärtformade blad), gift med Ingeborg Ragvaldsdotter (Fargalt), syster till ovan nämnde Magnus Ragvaldsson (Fargalt).[6]
  1. Anders Magnusson. (Magnus Ragvaldsson (Fargalt) var hans morbror, se ovan)
  2. Nils Magnusson (var död 1418).
  3. Katarina Magnusdotter i Tandla. [7]  Gift med Jösse Magnusson i Tandla (kluven skäld med horn och 2 fågelfötter). (Jösse Magnusson nämner 1400 Nils Magnusson (angiven i Det medeltida Sverige som tillhörande Tandlaätten) som sin bror, och Magnus Elofsson kallar 5 februari 1417 Jösse Magnusson sin älskelige måg.[8] (Jöns Magnusson kan därmed vara identisk med ovan nämnde Johan Magnusson som den 23 april 1417 anges vara gift med Katarina Magnusdotter)
    1. Ingeborg Jönsdotter, gift 1) med Birger Larsson och gift 2) 1445 med Jöns Svensson, nämnd 1445.
    2. Magnus Jönsson. nämnd 1423.

Johan Magnusson och hans hustru Katarina Magnusdotter kan båda ha tillhört Tandlaätten, eftersom de i dokument från 23 april 1417 båda för liknande sigill, N. 1. Klufven sköld, i högra fältet ett horn, i venstra en otydlig figur liknande en qvist, med omskr.: s. johannes magni; N. 2. Klufven sköld, i högra fältet ett krumhorn, i venstra tre hjertan, med omskr.: s. katerine magnvsdoter;.